# 馬利齊夫西克
48°50′40″N 36°11′22″E / 48.84444°N 36.18944°E
馬利齊夫斯凱（烏克蘭語：Мальцівське）是位於烏克蘭東部的村莊，由哈爾科夫州洛佐瓦區的洛佐瓦市鎮負責管轄。該村始建於1916年，面積0.57平方公里，海拔高度112米，2001年人口305。